# 王白淵文藝作品列表
王白淵文藝作品列表

王白淵是日治時期台灣重要的詩人、美術評論家。一生坎坷，顛沛流離。留存的作品不多。

## 文學作品
王白淵一生最重要、藝術成就最高的文學作品，幾乎收錄在詩文集「棘の道」(中文名：荊棘之道)內。這本書1931年5月25日付印，6月1日開始發行，盛岡市的長內印刷所負責印刷，久保庄書店發行，王白淵是作者兼發行人。這本書由謝春木的序、六十多首王白淵作的日文詩、兩篇論文 、一篇短篇小說 、一篇劇本翻譯 所組成。 

「棘の道」(中文名：荊棘之道)裡的詩作篇目：「序詩」、「我的詩沒有意思」、「地鼠」、「生命之谷」、「水邊」、「零」、「不同存在的獨立」、「生命之道」、「孩子啊！」、「天性汪洋」、「田野的雜草」、「藝術」、「佇立空虛的絕頂」、「蓮花」、「梟」、「少女喲！」、「雨後」、「情感的小船」、「向日葵」、「我的歌」、「天空的一顆星」、「太陽」、「夜」、「蝴蝶」、「風」、「失題」、「盧梭」、「島上的少女」、「蝴蝶對我私語」、「未完成的畫像」、「打破沈默」、「高更」、「死亡樂園」、「薔薇」、「給春天」、「春野」、「遐想什麼」、「魂的故鄉」、「無盡的旅程」、「看吧！」、「春晨」、「詩人」、「薄暮」、「茶花」、「四季」、「峰頂的雷鳥」、「時光永遠沉默」、「時光的浪人」、「給秋天」、「無題」、「蝴蝶啊！」、「真理的家鄉」、「吾家似遠又近」、「秋夜」、「無表現的歸路」、「時光流逝」、「二彎流水」、「春」、「仰慕基督」、「花與詩人」、「南國之春」、「落葉」、「晚春」、「生命的歸路」、「給印度人」 、「佇立楊子江」，以及一篇有篇目無詩文的「標界柱」。

「棘の道」(中文名：荊棘之道)裡的詩作，在其他刊物的發表狀況與翻譯情況：
- 『荊棘之道』當中的幾十首詩，曾發表在『盛岡女子師範校友會誌』第5~8號。
- 「我的詩沒有意思」與「蝴蝶啊」：自行中譯，以「我的詩外一篇」為名，刊載在1946年9月15日『台灣文化』創刊號。
- 「佇立在楊子江邊」：自行中譯，刊載在1946年11月1日『台灣文化』第一卷第二期。詩裡「青年中國的普羅列塔利亞」改為「青年中國的民眾」。
- 戰後，王白淵曾將幾首詩作翻成中文，發表在蘇新主編的『政經報』上。
- 「未完的畫像」、「地鼠」、「蓮花」、「水邊吟」、「零」、「風」、「給春天」、「詩人」、「島上的少女」：1981年羊子喬與陳千武合編「光復前臺灣文學全集」時，選錄九首王白淵的詩，收進第九冊「亂都之戀」(書名)裡。
- 陳才崑、巫永福、莫渝、柳書琴(部份)等人，曾翻譯整部詩集或部份詩作。

詩集「棘の道」(中文名：荊棘之道)以外的詩作：
- 「故中川教諭哀悼の詩歌」(日文)：刊載在1932年1月30日『盛岡女子師範校友會誌』第9號。
- 「行路難」(日文)：刊載在1933年『福爾摩沙』第一期。
- 「歌詠上海」(日文)：刊載在1933年『福爾摩沙』第二期。
- 「可愛的K子」(日文)：刊載在1933年『福爾摩沙』第三期。
- 「怨恨深矣的阿圖島守衛」(日文)：刊載在1943年12月25日『台灣文學』四卷一號，頁4~5。
- 「澳洲與印度」(日文)：署名「洗耳洞主人」，刊載在1943年12月25日『台灣文學』四卷一號，頁6~9。
- 「太平洋的暴風」(日文)：署名「王博遠」，刊載在1943年7月31日『台灣文學』三卷三號，頁36~37。
- 「新加坡如此滅亡」(日文)：署名「王博遠」，刊載在1943年7月31日『台灣文學』三卷三號，頁37~38。

短篇小說：
- 「偶像之家」(日文)：1926年8月15日完稿，後來收錄在『荊棘之道』這本書裡。
- 「唐璜與卡波涅」(日文)：刊載在1933年『福爾摩沙』第二期。戰後，被陳曉南翻譯成中文，編進『光復前臺灣文學全集』。

戲劇史：
- 「台灣演劇之過去與現在」(中文)：刊載在1947年3月1日『台灣文化』第二卷第三期。

譯作：
- 中國作家左明的「到明天」：由中文翻成日文，收錄在『荊棘之道』這本書裡。

其他：
- 「福爾摩沙點將錄」(日文)：刊載在1933年『福爾摩沙』第二期。
- 「讀楊逵的送報伕」(日文)：刊載在1946年8月27日『台灣新生報』。

## 政治與文化論述
他的政治、文化論述，目前能查到的有以下幾篇：
- 「吾們青年的覺悟」(中文)：1927年5月19日完稿。刊載在1927年6月26日第163號的『台灣民報』。
- 「魂的故鄉」(日文)：1926年8月29日寫作，刊載在1928年12月5日『盛岡女子師範校友會誌』第6號，後來沒有收錄在『荊棘之道』。
- 「詩聖泰戈爾」(日文)：1927年9月20日完稿，刊載在1927年12月5日『盛岡女子師範校友會誌』第5號，後來收錄在『荊棘之道」裡。
- 「人道的鬥士：瑪哈托瑪‧甘地」(日文)：刊載在1929年底『盛岡女子師範校友會誌』第7號，後來沒有收錄在『荊棘之道』。
- 「甘地與印度的獨立運動」(日文)：1930年1月30日完稿，後來收錄在『荊棘之道」裡。
- 「我的回憶錄」(一)~(四)(中文)：分四次發表在『政經報』。
  - (一)刊載在1945年11月10日『政經報』一卷二期。
  - (二)刊載在1945年11月25日『政經報』一卷三期。
  - (三)刊載在1945年12月10日『政經報』一卷三期。
  - (四)刊載在1946年1月10日『政經報』二卷一期。
- 「告外省人諸公」(中文)：刊載在1946年1月25日『政經報』二卷二期。
- 「在台灣歷史之相剋」(中文)：刊載在1946年2月10日『政經報』二卷三期。
- 「獻給日本人諸君」(日文)：刊載在1946年3月2、3日『人民導報』。
- 「民主大路」(日文)：刊載在1946年3月2日『新新月報』第七期，「金字塔」欄。
- 撰寫『台灣年鑑』有關文化的部份，包含台灣文學、美術、音樂、戲劇：『台灣新生報』在1946年出版。
- 「獻給青年諸君」(日文)：刊載在1946年10月17日『新新月報』第七期。
- 撰寫『台灣年鑑』第十七章文化欄：文章在1946年12月完成，1947年4月『台灣新生報』出版。
- 「文化先覺王井泉的回憶」(中文)：刊載在1965年10月『台北文藝』二卷九期。

## 美術評論
目前能查到的，有以下幾篇：
- 「府展雜感」(日文)：刊載在1943年12月25日『台灣文學』。
- 「關於台灣省第一屆美術展覽會」(日文？中文？待確定)：刊載在1946年12月1日『台灣青年』英文月刊創刊號。
- 「今日畫展觀後感」(中文)：刊載在1950年1月『台灣新生報』。
- 「『台陽美展』觀感」(中文)：刊載在1950年1月『台灣新生報』。
- 「兒童美術作品觀感」(中文)：刊載在1950年7月19日『聯合報』。
- 在台北市文獻會舉辦的「北部文學‧新劇運動座談會」的發言內容：1954年5月28日座談日；發言內容刊載在1954年8月20日『台北文物』三卷二期。
- 在台北市文獻會舉辦的「美術運動座談會」的發言內容：1954年12月15日座談日；發言內容刊載在1955年3月5日『台北文物』三卷四期。
- 「台灣美術運動史」(中文)：刊載在1955年3月『台北文物』三卷四期。
- 「府展觀感」系列評論(中文)：有1~5，刊載在1956年12月1~5日『台灣新生報』。
- 「笑劇邱罔舍」(中文)：刊載在1957年9月4日『台灣新生報』。
- 「陳進和她的個展」(中文)：刊載在1957年9月4日『台灣新生報』。
- 「台語片最重要的問題」(中文)：刊載在1957年11月5日『台灣新生報』。
- 「觀李石樵『個展』感言」(中文)：刊載在1958年『台灣新生報』。
- 「對國畫派系之爭有感」(中文)：分上下兩次，刊載在1959年胡偉克的『美術月刊』。
- 「台陽展觀後感」(中文)：刊載在1959年『台灣新生報』。
- 「『今日畫展』觀後感」(中文)：刊載在1960年1月『台灣新生報』。
- 「何德來畫展觀後感」(中文)：刊載在1960年8月12日『台灣新生報』。
- 「青雲美展評介」(中文)：刊載在1960年9月25日『中華日報』
- 「台陽展觀後感」(中文)：刊載在1960年9月25日『台灣新生報』。

## 尚未出土的文章
王白淵戰後曾在李純青主編的『台灣評論』雜誌發表文章，但是文章篇數與篇目，目前仍處於未知狀態。王白淵在1946年10月15日與蘇新、一批左翼青年辦『自由報』，持續發行到二二八事件。王白淵在『自由報』上的文章篇數與篇目，目前也處於未知狀態。

## 美術作品、講義、手稿
生前創作的美術作品不多，死後留存的作品更少。
- 已經消亡的作品：
  - 王白淵從東京美術學校畢業前，所製造的畢業作品：一幅以幾棵樹為背景，女性畫像為主題的日本畫。放在日本岩手縣盛岡女子師範學校，1948年8月28日學校發生火災，被大火焚毀。[8]
- 目前仍存在的作品：
  - 詩集『荊棘之道」的封面
  - 漆畫與漆器作品：1937年服刑期間，王白淵製作出一副漆畫屏風。1945年，他完成數件漆畫。有：四聯屏「梅池雙雁」(左下角落款為「乙酉年仲秋，白淵描」)、漆畫「雙鳥與果實」。
  - 講義、備課手稿：在大同工學院教授圖案設計課所繪製的講義手稿。